# Мир секса
«Мир секса» (англ. Sex World; стилизировано как SexWorld) — американский порнографический научно-фантастический фильм, порнопародия. Относительно года премьеры ленты различные авторитетные кинематографические сайты дают разную информацию: 1977 или 1978.
Синопсис: на курорте «Мир секса» люди могут реализовать свои самые сокровенные сексуальные желания и фантазии, преодолеть любые запреты с помощью секс-роботов-андроидов.
Картина считается пародией или, более уважительно, пастишем на фильмы серии «Западный мир» (имеются в виду кинофильмы «Западный мир» (1973) и «Мир будущего» (1976)).

## Сюжет
Несколько человек садятся в чартерный автобус, направляющийся в «Мир секса» — курорт, где отдыхающие могут остаться на три дня и три ночи и осуществить свои самые смелые сексуальные фантазии. Среди пассажиров — главных героев зрителю представляют художницу по имени Джоан Райс и её мужа Джерри; женщину по имени Миллисент и её покорного партнёра-импотента Ральфа; одинокую и замкнутую Лизу, которая вспоминает случай, когда она надела парик блондинки и занималась сексом по телефону с незнакомцем. Пассажирам раздают анкеты и сообщают, что в целях обеспечения конфиденциальности им запрещено вступать в дружеские отношения друг с другом на курорте.
Через некоторое время автобус прибывает в «Мир секса», и в тот же вечер каждый гость встречается с личными консультантами, чтобы озвучить свои сексуальные желания. Без ведома прибывших за этими беседами следит диспетчерский отдел, состоящий из техников, чья работа заключается в обеспечении исполнения фантазий гостей. В отдельной комнате белый отдыхающий по имени Роджер встречает Джилл, чернокожую женщину, которую он видел в автобусе по пути на курорт. Несмотря на свои расовые предрассудки, Джилл убеждает Роджера вступить с ней в половую связь. Тем временем Джерри оказывается в комнате с двумя девушками, Линдой и Джо. Девушки делают друг другу куннилингус, а затем «двойной» минет Джерри.
В разговоре с консультантом Джоан рассказывает о влечении к своей соседке Мэриан. Очень быстро её желание исполняется: к Джоан приходит Мэриан, которая сначала просто целует её, а затем делает ей куннилингус — но это не живая девушка, а андроид. В другой комнате Миллисент и Ральф по отдельности беседуют со своими консультантами. Миллисент выражает желание, чтобы над ней доминировали, а Ральф раскрывает свой секретный фетиш — «наставление рогов». Желание исполняется: Миллисент вступает в грубый половой акт с андроидом по имени Фил, который описывает себя как «запрограммированного на выносливость», в то время как Ральф наблюдает за ними через одностороннее зеркало. Затем андроид Энн уводит Ральфа в другую комнату, у неё получается вызвать у него эрекцию, и пара занимается сексом.
Дейл, женщина, которая с тоской вспоминает своего бывшего любовника, получает партнёра-андроида по имени Томас. У него получается разрушить её эмоциональные барьеры, и пара также занимается сексом.
Другая отдыхающая, Лайза, озвучивает своё желание, чтобы её замечали и относились к ней с добротой. Также она рассказывает, что посещает секс-кинотеатры, смотрит порнофильмы и ей очень нравится Джонни Кийес из «За зелёной дверью». Вскоре и её желание выполнено: номер женщины посещает андроид-Кийес, и они занимаются полноценным разнообразным сексом.
Трёхдневный отдых окончен, все садятся обратно в автобус, чтобы покинуть «Мир секса». Напоследок Джоан признаётся консультанту, что беспокоится о своём браке с Джерри. Ральф, «излечившийся от импотенции», садится на своё место с весьма довольным и самоуверенным видом. А Роджер пытается подкупить сотрудника курорта, чтобы тот позволил ему остаться здесь, но тот отказывается от предложения.

## В ролях
Всего в титрах указаны 37 актёров и актрис, но примерно две трети из них практически или совершенно неизвестны зрителю. В порядке перечисления в титрах:
- Лесли Бови — Джоан Райс
- Кент Холл — Джерри Райс
- Кей Паркер — Миллисент
- Шэрон Торпе — Лайза
- Джон Лесли — Роджер
- Дезри Уэст — Джилл
- Аннетт Хейвен — Дейл
- Эбигейл Клейтон — Мэриан
- Джои Силвера[5] — Фил
- Джонни Кийес[англ.] — в роли самого себя

## Производство и показ
Теглайн: «Западный мир» был для детей, «Мир будущего» — для подростков, но… «Мир секса» определённо для ВЗРОСЛЫХ!
Год премьеры «Мира секса» — 1977, об этом говорят ресурсы и издания Adult Film Database, Internet Adult Film Database, «Violence and the Pornographic Imaginary: The Politics of Sex, Gender, and Aggression in Hardcore Pornography», «A Taste for Brown Sugar: Black Women in Pornography».
О том, что впервые зрители увидели этот фильм в 1978 году утверждают не менее авторитетные ресурсы и издания IMDb, The Guardian, «The Celluloid Couch: An Annotated International Filmography of the Mental Health Professional in the Movies and Television, from the Beginning to 1990», «Mr. Skin's Skincyclopedia: The A-to-Z Guide to Finding Your Favorite Actresses Naked», «A History of X: 100 Years of Sex in Film».
На видеокассетах «Мир секса» вышел самое по́зднее в 1990-х годах, в 2014 году — на DVD и Blu-ray Disc. В последнем случае была проведена 4K-реставрация оригинальной 35-мм киноплёнки, было отпечатано всего 1500 Blu-ray-дисков.
Нынешним дистрибьютором «Мира секса» является компания Vinegar Syndrome.